# Барбара Макклинтък
Барбара Макклинтък (на английски: Barbara McClintock) е американска генетичка, носителка на Нобелова награда за физиология или медицина през 1983 г.

## Биография
Тя е родена на 16 юни 1902 г. в Хартфорд, Кънектикът, в семейството на лекар. Учи в Университета „Корнел“, където през 1927 г. защитава докторат по ботаника. Там тя започва изследванията си на царевицата, като през следващите десетилетия се налага като един от водещите цитогенетици в света. През 1983 г. получава Нобелова награда за физиология или медицина за откриването на транспозоните.
Барбара Макклинтък умира на 2 септември 1992 г. в Хънтингтън.